# Margriet Eshuys

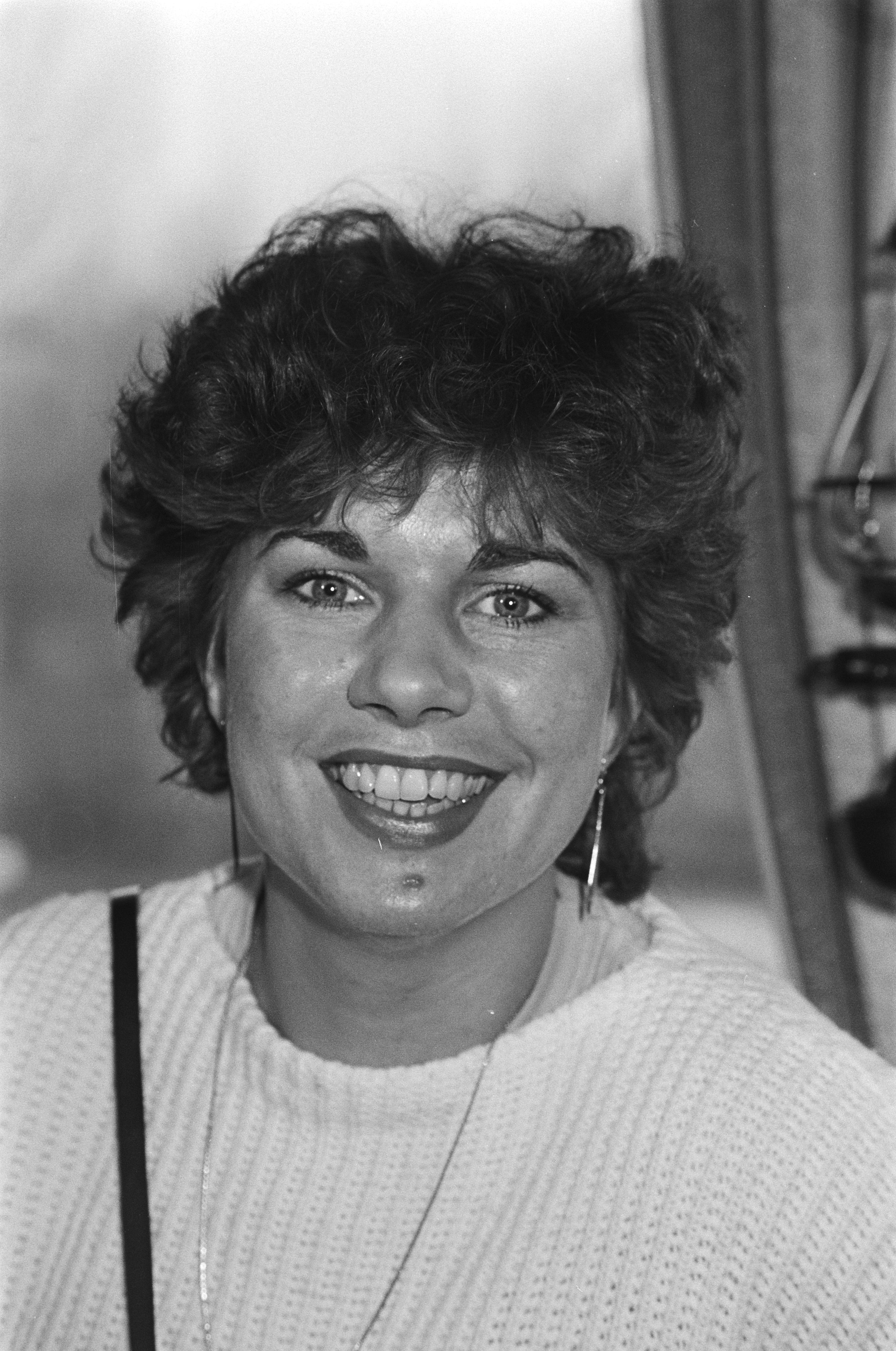
Margriet Eshuys im Jahr 1981

Margriet Eshuys (* 14. Oktober 1952 in Zaandam; † 29. Dezember 2022) war eine niederländische Popsängerin und Pianistin.

## Leben und Karriere
Eshuys hatte als Kind Akkordeon- und Gitarrenunterricht, ab 1968 kam als weiteres Instrument die Orgel dazu. Seit 1973 war sie als Sängerin und Instrumentalistin Mitglied des Pop-Trios Lucifer, mit dem sie zwei Alben beim Label EMI herausbrachte. Die Gruppe unternahm Tourneen durch Deutschland und England und gewann beim Nationalen Songfestival 1976 den dritten Platz mit Eshuys' Komposition Someone is waiting for you.
Mit dem Gitarristen Lex Bolderdijk, dem Bassisten Jan Hollestelle, dem Schlagzeuger Ton op 't Hof und dem Keyboarder Peter Schön spielte sie 1980 die LP Right on time  und 1981 die sehr erfolgreiche Single Black Pearl ein. Nach längerer Pause veröffentlichte sie mit ihrer eigenen Band 1991 das Album Sometimes, das mit der Goldenen Harfe ausgezeichnet wurde. 1993 folgte The wee small hours mit Kompositionen von Maarten Peters. 1998 wurde Eshuys für ihre Verdienste um die niederländische Popmusik mit dem Orde van Oranje-Nassau ausgezeichnet.
Im Jahr 2001 entstand das Konzeptalbum Time mit Kompositionen und Texten von Maarten Peters. 2005 wurde das Tourneealbum In Concert in der Besetzung mit Maarten Peters, Co Vergouwen, David de Marez Oyens, Mark Eshuis und Marieke Esser produziert. Im Sommer 2006 gaben Eshuys und ihre Band Konzerte mit der Sängerin Mariska Veres.

## Diskographie
- As We Are, 1975
- Margriet, 1977
- On the Move Again, 1979
- Right on Time, 1981
- Eye to Eye, 1982
- Sometimes, 1991
- The Wee Small Hours, 1993
- Shadow Dancing, 1996
- Step into the Light, 1998
- Time, 2001
- In Concert, 2005